# Lire (tidskrift)
Lire är en fransk litterär månadstidskrift. Den grundades 1975 av Jean-Louis Servan-Schreiber och Bernard Pivot, och ägnar sig främst åt nyhetsbevakning av den franskspråkiga litteraturen. Tidningens ägare är Éditions Médias Culture et Communication (EMC2).

## Historia
Lire täcker i sitt skrivande alla olika typer av litteratur, inklusive "kioskböcker", fransk och utländsk litteratur, poesi, science fiction, filosofi, idé- och kärleksromaner. Förutom bokrecensioner finns ämnesblock och författarstudier, förlagsgenomgångar och kulturella perspektiv utifrån litteraturen..
2007 mottog tidningen den franska tidningsbranschens pris för Årets bästa kulturtidskrift.
I januari 2015 såldes Lire av ägaren  Groupe Express-Roularta till bolaget Mag&NewsCo. I oktober 2017 blev bolaget EMC2 ägare till tidningen.
I juni 2020 fusionerade man med konkurrerande tidskriften Le Nouveau Magazine littéraire i Lire. Därefter gavs den sammanslagna publikationen namnet Lire-Le Magazine littéraire.
I december varje år sammanställer redaktionen topplistor med årets bästa böcker i olika kategorier – roman, facklitteratur, essä…

## Årets bästa bok (enligt Lire)
Nedan listas mottagarna av Lires utmärkelse Livre de l'année (Årets bok).
- 1975 : Les Météores, Michel Tournier
- 1976 : Les Eaux étroites, Julien Gracq
- 1977 : Les Hauteurs béantes, Alexandre Zinoviev
- 1978 : Le Fleuve Alphée, Roger Caillois
- 1979 : Mars, Fritz Zorn
- 1980 : Le Chant du bourreau, Norman Mailer
- 1981 : Le Choix de Sophie, William Styron
- 1982 : Le Nom de la rose, Umberto Eco
- 1983 : L'Homme neuronal, Jean-Pierre Changeux
- 1984 : Matisse, Pierre Schneider
- 1985 : Empire du soleil, J. G. Ballard
- 1986 : Avant Mémoire, Jean Delay
- 1987 : La Créature, John Fowles
- 1988 : La Ville des prodiges, Eduardo Mendoza
- 1989 : Le Concert, Ismail Kadare
- 1990 : Moon Palace, Paul Auster
- 1991 : Donatien Alphonse François, marquis de Sade, Maurice Lever
- 1992 : Froid Équateur, Enki Bilal
- 1993 : Le Journal d'Hannah, Louise Lambrichs
- 1994 : L'Écriture ou la Vie, Jorge Semprún
- 1995 : Les Catilinaires, Amélie Nothomb
- 1996 : La Mémoire des pierres, Carol Shields
- 1997 : La Compagnie des spectres, Lydie Salvayre
- 1998 : Les Particules élémentaires, Michel Houellebecq
- 1999 : Je m'en vais, Jean Echenoz
- 2000 : Ébène, Ryszard Kapuscinski
- 2001 : Le Pianiste, Władysław Szpilman
- 2002 : La Tache, Philip Roth
- 2003 : Les Âmes grises, Philippe Claudel
- 2004 : Tristano meurt, Antonio Tabucchi
- 2005 : Lunar Park, Bret Easton Ellis
- 2006 : Les Bienveillantes, Jonathan Littell
- 2007 : Les Disparus, Daniel Mendelsohn
- 2008 : Ce que le jour doit à la nuit, Yasmina Khadra, och La Route, Cormac McCarthy
- 2009 : Et que le vaste monde poursuive sa course folle, Colum McCann
- 2010 : Hammerstein ou l'Intransigeance. Une histoire allemande, Hans Magnus Enzensberger
- 2011 : Une femme fuyant l'annonce, de David Grossman
- 2012 : Le Diable, tout le temps, de Donald Ray Pollock
- 2013 : La Fin de l'homme rouge, de Svetlana Aleksievitch
- 2014 : Le Royaume, Emmanuel Carrère
- 2015 : 2084 : la fin du monde, Boualem Sansal[5]
- 2016 : Le Nouveau Nom, Elena Ferrante
- 2017 : Classé sans suite, Claudio Magris, och Aux confins du monde, Karl Ove Knausgård
- 2018 : Le Lambeau, Philippe Lançon
- 2019 : Les Furtifs, Alain Damasio
- 2020 : Fille, Camille Laurens

### Chefredaktörer eller ansvariga utgivare
- Jean-Louis Servan-Schreiber
- Bernard Pivot (1975-1993)[6]
- Pierre Assouline (1993-2004)
- François Busnel (2004-2015)[7]
- Julien Bisson (2015-2017)
- Baptiste Liger (2017)[8]

## Upplaga
| Årtal    | 2006   | 2007   | 2008   | 2009   | 2010   | 2011   | 2012   | 2013   | 2014   | 2015   | 2016   |
| -------- | ------ | ------ | ------ | ------ | ------ | ------ | ------ | ------ | ------ | ------ | ------ |
| Exemplar | 78 165 | 77 575 | 71 926 | 63 964 | 60 044 | 59 310 | 59 582 | 57 216 | 54 622 | 51 688 | 52 659 |